# Luca Visentini
Luca Visentini (né le 1er janvier 1969 à Udine) est un syndicaliste italien, secrétaire général de la Confédération syndicale internationale de novembre 2022 à mars 2023.
Il est auparavant secrétaire général de la Confédération européenne des syndicats (CES) de 2015 à 2022. Il est engagé activement dans le mouvement syndical européen depuis la fin des années 1980 aux échelons régional, national et européen.
En décembre 2022, il est mis en examen dans le cadre d'une enquête par le parquet fédéral belge sur la corruption au parlement européen impliquant le Qatar. 

## Biographie

### Carrière syndicale en Italie
Après avoir étudié la philosophie à l'université de Trieste au nord de l’Italie, il rejoint en 1989 l’Union italienne du travail (UIL) où, dans un premier temps, il prend en charge la section Jeunes du syndicat. La même année, il est désigné Secrétaire général de la Fédération de l’UIL pour le tourisme, le commerce et les services dans le Frioul-Vénétie Julienne, l’une des vingt régions italiennes.
En 1996, il devient secrétaire général de l'UIL dans le Frioul-Vénétie Julienne, membre des comités directeur et exécutif du syndicat à l'échelle nationale, ainsi que secrétaire général de la Chambre confédérale du travail de l'UIL à Trieste. Son travail porte sur un large éventail de questions, dont la négociation collective et la politique salariale, le dialogue social, la politique industrielle, le marché du travail et la politique économique, la sécurité sociale et les services publics ainsi que la communication et la gestion des ressources humaines.
L'année suivante, il fait son entrée sur la scène européenne en tant que président du Conseil syndical interrégional (CSIR), regroupant les syndicats du Frioul-Vénétie Julienne, de Vénétie et de Croatie, et intègre le Comité de coordination des CSIR au sein de la CES. De 2007 à 2011, il occupe le poste de vice-président dudit comité et prend part au Comité pour l’emploi et l’économie de la CES.

### Confédération européenne des syndicats (2011-2022)
Lors du 12e congrès de la Confédération européenne des syndicats, organisé à Athènes en mai 2011, Luca Visentini est élu secrétaire confédéral. Il a notamment en charge les sujets suivants : la négociation collective et la politique salariale ; les migrations et la mobilité ; l'enseignement et la formation ; le budget de l’UE, les fonds structurels, la politique de cohésion économique et sociale ainsi que la politique régionale ; les CSIR et le réseau EURES.
Il est membre et coordinateur du groupe des travailleurs dans les instances suivantes : Comité du fonds social européen, Dialogue structuré pour les fonds structurels et d’investissement européens, Comité consultatif pour la libre circulation des travailleurs migrants, Comité des directeurs généraux pour l’enseignement et la formation professionnelle, Comité consultatif pour l’enseignement et la formation professionnelle et Forum d’intégration pour les migrants.
Lors du congrès de la CES, tenu à Paris en octobre 2015, il est élu secrétaire général de l'organisation et devient également secrétaire général du CRPE (Conseil régional paneuropéen), l'organisation régionale de la CSI représentant les syndicats sur l'ensemble du continent européen. Il est réélu en mai 2019.
Le 7 décembre 2022, il est remplacé au poste de secrétaire général de la CES par Esther Lynch.

### Confédération syndicale internationale (2022-2023)
Luca Visentini est élu secrétaire général de la Confédération syndicale internationale lors du 5e congrès mondial de celle-ci, tenu à Melbourne en Australie du 17 au 22 novembre 2022.
Le 9 décembre, il est interpellé à Bruxelles par la police belge dans le cadre d'une enquête pour corruption au profit du Qatar menée par l'Office central pour la répression de la corruption,. Il est mis en examen mais libéré sous condition. 
Il est suspendu de son poste par le Conseil général de la CSI le 21 décembre puis finalement démis de ses fonctions le 11 mars 2023 par la même instance.

### Autres activités
De 2002 à 2006, Luca Visentini a été à la tête de la branche du Frioul-Vénétie Julienne de l'organisme d'enseignement et formation professionnelle pour l'UIL (ENFAP), puis a présidé l’Institut de recherche en études historiques, économiques et sociales de l’UIL de Trieste (ISSES), de 2006 à 2011. En outre, il a été membre du conseil d’administration des centres de recherche internationaux italiens Elettra-Sincrotrone et AREA Science Park.
À ses heures perdues, Luca Visentini est un poète et un écrivain, avec la publication de quatre ouvrages de poésie et de nouvelles de 2004 à 2012. Par ailleurs, il a présidé plusieurs associations et réseaux culturels dans le domaine de la littérature et du théâtre.